# Steven Gilborn
Steven Neil Gilborn (ur. 15 lipca 1936 w New Rochelle, zm. 2 stycznia 2009) – amerykański aktor telewizyjny i filmowy.
Dla aktorstwa, porzucił karierę naukową. Wystąpił między innymi w takich produkcjach telewizyjnych jak "Cudowne lata",  "E.R.", "NYPD Blue" czy "Prezydencki poker". Największą popularność przyniosła mu rola ojca Ellen Morgan (granej przez Ellen DeGeneres) w sitcomie "Ellen".
Przez kilka lat zmagał się z rakiem płuc, a w maju 2008 r., doszło do przerzutów na mózg co ostatecznie doprowadziło do śmierci aktora.